# Rajeev Ram
Pour les articles homonymes, voir RAM.
Rajeev Ram, né le 18 mars 1984 à Denver, est un joueur de tennis américain, professionnel depuis 2004.
Lauréat de deux titres ATP en simple et finaliste d'un autre tournoi, il a un palmarès plus riche en double, avec trente-deux titres dont 4 du Grand Chelem (l'Open d'Australie 2020, l'US Open en 2021, 2022 et 2023) ainsi que le Masters 2022 et 2023 avec Joe Salisbury. Il a atteint vingt-trois autres finales dont celle de l'Open d'Australie 2021 et celle des Jeux olympiques 2024.
Il remporte également en double mixte deux titres du Grand Chelem (l'Open d'Australie en 2019 et 2021, avec Barbora Krejčíková), ainsi qu'une médaille d'argent olympique (en 2016) et atteint une autre finale de Grand Chelem (l'US Open 2016).

## Carrière

### En simple
En juillet 2009, au tournoi de Newport, il réalise un exploit en remportant le tournoi face à son compatriote Sam Querrey alors qu'il participait au tournoi en tant que lucky loser, ayant profité de l'absence de dernière minute de Mardy Fish, parti en Coupe Davis pour remplacer Andy Roddick. Six ans plus tard, il remporte une nouvelle fois le tournoi à la surprise générale en battant notamment la tête de série no 1 John Isner d'entrée de jeu.
Il a remporté 6 tournois Challenger en simple : Winnetka en 2008, Aix-la-Chapelle en 2009, Eckental et Ortisei en 2011, Rio Quente en 2013 et León en 2014.

### En double
Ses résultats sont plus marquants en double. Il a remporté trente tournois ATP et atteint vingt autres finales. Son meilleur classement est une 2e place mondiale atteinte en avril 2022.
Il a remporté quatre tournois du Grand Chelem à l'Open d'Australie 2020 et 3 à l’US Open avec Joe Salisbury. Il a également atteint la finale de l'Open d'Australie 2021.
En 2016, il décroche la médaille d'argent aux Jeux olympiques de Rio avec Venus Williams après s'être incliné en finale du mixte face à leurs compatriotes Bethanie Mattek-Sands et Jack Sock. En fin d'année, associé à Raven Klaasen, il atteint la finale du Masters de Londres, où il chute face à Henri Kontinen et John Peers.
En 2017, toujours avec Raven Klaasen, il remporte son premier Masters 1000 à Indian Wells. Il remporte cette année-là deux autres titres.
Entre 2018 et 2019, il se qualifie pour 10 finales, avec différents partenaires, et remporte 5 titres dont le Masters de Paris.
En 2020, il remporte la finale de l'Open d'Australie avec comme binôme Joe Salisbury.
En 2021, il remporte le titre à l'US Open toujours avec Joe Salisbury.
En 2022, il remporte les Masters 1000 de Monte-Carlo et Cincinnati puis l'US Open avec Joe Salisbury et monte à la première place du classement ATP. En fin d'année, il remporte le Masters.
En 2023, après avoir remporté un titre sur terre battue à Lyon et atteint la finale à l'Open du Canada, il remporte avec Joe Salisbury un troisième US Open consécutif. Le binôme conserve son titre au Masters
Toujours associé à Joe Salisbury, il commence l'année 2024 par une victoire au tournoi d'Adélaïde.

## Palmarès

### En simple messieurs

#### Titres
| No | Date       | Nom et lieu du tournoi                              | Catégorie | Dotation  | Surface      | Finaliste    | Score           |          |
| -- | ---------- | --------------------------------------------------- | --------- | --------- | ------------ | ------------ | --------------- | -------- |
| 1  | 06-07-2009 | Campbell’s Hall of Fame Championships, Newport (RI) | ATP 250   | 442 500 $ | Gazon (ext.) | Sam Querrey  | 63-7, 7-5, 6-3  | Parcours |
| 2  | 13-07-2015 | Hall of Fame Tennis Championships, Newport          | ATP 250   | 488 225 $ | Gazon (ext.) | Ivo Karlović | 7-65, 5-7, 7-62 | Parcours |

#### Finale
| No | Date       | Nom et lieu du tournoi          | Catégorie | Dotation  | Surface    | Vainqueur   | Score     |          |
| -- | ---------- | ------------------------------- | --------- | --------- | ---------- | ----------- | --------- | -------- |
| 1  | 15-02-2016 | Delray Beach Open, Delray Beach | ATP 250   | 514 065 $ | Dur (ext.) | Sam Querrey | 6-4, 7-66 | Parcours |

### En double mixte

#### Titres
| No | Date       | Nom et lieu du tournoi     | Catégorie | Dotation    | Surface    | Partenaire         | Finalistes                      | Score     |          |
| -- | ---------- | -------------------------- | --------- | ----------- | ---------- | ------------------ | ------------------------------- | --------- | -------- |
| 1  | 18-01-2019 | Open d'Australie Melbourne | G. Chelem | 500 000 AU$ | Dur (ext.) | Barbora Krejčíková | Astra Sharma John-Patrick Smith | 7-63, 6-1 | Parcours |
| 2  | 12-02-2021 | Australian Open Melbourne  | G. Chelem | 617 000 AU$ | Dur (ext.) | Barbora Krejčíková | Samantha Stosur Matthew Ebden   | 6-1, 6-4  | Parcours |

#### Finales
| No | Date       | Nom et lieu du tournoi                     | Catégorie     | Dotation  | Surface    | Vainqueurs                        | Partenaire      | Score             |          |
| -- | ---------- | ------------------------------------------ | ------------- | --------- | ---------- | --------------------------------- | --------------- | ----------------- | -------- |
| 1  | 06-08-2016 | Summer Olympic Tennis Event Rio de Janeiro | J. olympiques | NC $      | Dur (ext.) | Bethanie Mattek-Sands · Jack Sock | Venus Williams  | 63-7, 6-1, [10-7] | Parcours |
| 2  | 31-08-2016 | US Open Flushing Meadows                   | G. Chelem     | 500 000 $ | Dur (ext.) | Laura Siegemund Mate Pavić        | Coco Vandeweghe | 6-4, 6-4          | Parcours |

## Parcours dans les tournois duGrand Chelem

### En simple
| Année | Open d'Australie | Open d'Australie | Internationaux de France | Internationaux de France | Wimbledon       | Wimbledon       | US Open         | US Open         |
| ----- | ---------------- | ---------------- | ------------------------ | ------------------------ | --------------- | --------------- | --------------- | --------------- |
| 2004  | —                | —                | —                        | —                        | —               | —               | 1er tour (1/64) | J.-M. Gambill   |
| 2005  | —                | —                | —                        | —                        | —               | —               | 1er tour (1/64) | S. Wawrinka     |
|       |                  |                  |                          |                          |                 |                 |                 |                 |
| 2008  | 1er tour (1/64)  | Simone Bolelli   | —                        | —                        | —               | —               | —               | —               |
| 2009  | —                | —                | —                        | —                        | 1er tour (1/64) | P. Petzschner   | 1er tour (1/64) | Josselin Ouanna |
| 2010  | 1er tour (1/64)  | Stefan Koubek    | 1er tour (1/64)          | Yuri Schukin             | 1er tour (1/64) | Andy Roddick    | —               | —               |
|       |                  |                  |                          |                          |                 |                 |                 |                 |
| 2012  | —                | —                | —                        | —                        | —               | —               | 1er tour (1/64) | Steve Johnson   |
| 2013  | 2e tour (1/32)   | Marin Čilić      | —                        | —                        | 2e tour (1/32)  | Juan Mónaco     | 2e tour (1/32)  | M. Granollers   |
|       |                  |                  |                          |                          |                 |                 |                 |                 |
| 2015  | —                | —                | —                        | —                        | —               | —               | 2e tour (1/32)  | Viktor Troicki  |
| 2016  | 2e tour (1/32)   | Stéphane Robert  | 1er tour (1/64)          | Jiří Veselý              | 1er tour (1/64) | Feliciano López | 1er tour (1/64) | Daniel Evans    |

N.B. : à droite du résultat se trouve le nom de l'ultime adversaire.

### En double
| Année | Open d'Australie                                                                         | Open d'Australie                                                                        | Internationaux de France                                                                 | Internationaux de France                                                                 | Wimbledon                                                                   | Wimbledon                                                                          | US Open                                                                             | US Open |
| ----- | ---------------------------------------------------------------------------------------- | --------------------------------------------------------------------------------------- | ---------------------------------------------------------------------------------------- | ---------------------------------------------------------------------------------------- | --------------------------------------------------------------------------- | ---------------------------------------------------------------------------------- | ----------------------------------------------------------------------------------- | ------- |
| 2001  | —                                                                                        | —                                                                                       | —                                                                                        | —                                                                                        | —                                                                           | —                                                                                  | 1er tour (1/32) J. Stokke \|\| style="text-align:left;" \| M. Barnard Jim Thomas    |         |
| 2002  | —                                                                                        | —                                                                                       | —                                                                                        | —                                                                                        | —                                                                           | —                                                                                  | 1er tour (1/32) J. Stokke \|\| style="text-align:left;" \| Devin Bowen B. Coupe     |         |
| 2003  | —                                                                                        | —                                                                                       | —                                                                                        | —                                                                                        | —                                                                           | —                                                                                  | 1er tour (1/32) B. Wilson \|\| style="text-align:left;" \| R. Ginepri B. Reynolds   |         |
| 2004  | —                                                                                        | —                                                                                       | —                                                                                        | —                                                                                        | —                                                                           | —                                                                                  | 2e tour (1/16) Brian Baker \|\| style="text-align:left;" \| J. Benneteau N. Mahut   |         |
| 2005  | —                                                                                        | —                                                                                       | —                                                                                        | —                                                                                        | —                                                                           | —                                                                                  | 1er tour (1/32) Brian Baker \|\| style="text-align:left;" \| S. Jenkins B. Reynolds |         |
| 2006  | 1er tour (1/32) G. Etlis \|\| style="text-align:left;" \| Jordan Kerr T. Parrott         | —                                                                                       | —                                                                                        | —                                                                                        | —                                                                           | 1er tour (1/32) S. Jenkins \|\| style="text-align:left;" \| F. Mayer R. Schüttler  |                                                                                     |         |
| 2007  | —                                                                                        | —                                                                                       | —                                                                                        | —                                                                                        | 1/4 de finale H. Levy \|\| style="text-align:left;" \| A. Clément M. Llodra | 1er tour (1/32) D. Young \|\| style="text-align:left;" \| A. Calleri Luis Horna    |                                                                                     |         |
| 2008  | 1/8 de finale R. Bopanna \|\| style="text-align:left;" \| J. Coetzee W. Moodie           | 1/8 de finale B. Reynolds \|\| style="text-align:left;" \| D. Nestor N. Zimonjić        | 2e tour (1/16) B. Reynolds \|\| style="text-align:left;" \| D. Nestor N. Zimonjić        | 2e tour (1/16) B. Reynolds \|\| style="text-align:left;" \| Bruno Soares Dušan Vemić     |                                                                             |                                                                                    |                                                                                     |         |
| 2009  | 1/8 de finale B. Reynolds \|\| style="text-align:left;" \| Bob Bryan Mike Bryan          | 1er tour (1/32) B. Reynolds \|\| style="text-align:left;" \| A. Pavel Horia Tecău       | 1er tour (1/32) Lovro Zovko \|\| style="text-align:left;" \| M. Melo André Sá            | 2e tour (1/16) R. De Voest \|\| style="text-align:left;" \| R. Kendrick J. Tipsarević    |                                                                             |                                                                                    |                                                                                     |         |
| 2010  | 1/4 de finale Eric Butorac \|\| style="text-align:left;" \| Bob Bryan Mike Bryan         | 1er tour (1/32) Eric Butorac \|\| style="text-align:left;" \| Be. Becker Scott Lipsky   | 1er tour (1/32) Eric Butorac \|\| style="text-align:left;" \| J. Knowle Andy Ram         | 2e tour (1/16) B. Reynolds \|\| style="text-align:left;" \| M. Granollers T. Robredo     |                                                                             |                                                                                    |                                                                                     |         |
| 2011  | 1er tour (1/32) Scott Lipsky \|\| style="text-align:left;" \| Bob Bryan Mike Bryan       | 1/4 de finale Scott Lipsky \|\| style="text-align:left;" \| M. Llodra N. Zimonjić       | 2e tour (1/16) Scott Lipsky \|\| style="text-align:left;" \| J. Melzer P. Petzschner     | 1er tour (1/32) Scott Lipsky \|\| style="text-align:left;" \| M. Kohlmann A. Waske       |                                                                             |                                                                                    |                                                                                     |         |
| 2012  | 1/4 de finale Scott Lipsky \|\| style="text-align:left;" \| R. Lindstedt Horia Tecău     | 1/8 de finale Scott Lipsky \|\| style="text-align:left;" \| Max Mirnyi D. Nestor        | 1/4 de finale Scott Lipsky \|\| style="text-align:left;" \| Bob Bryan Mike Bryan         | 2e tour (1/16) Brian Baker \|\| style="text-align:left;" \| C. Fleming R. Hutchins       |                                                                             |                                                                                    |                                                                                     |         |
| 2013  | 2e tour (1/16) R. Bopanna \|\| style="text-align:left;" \| S. Bolelli F. Fognini         | 1er tour (1/32) L. Dlouhý \|\| style="text-align:left;" \| A. Bedene G. Žemlja          | 1er tour (1/32) L. Dlouhý \|\| style="text-align:left;" \| Jesse Levine V. Pospisil      | 1/8 de finale Brian Baker \|\| style="text-align:left;" \| Jamie Murray John Peers       |                                                                             |                                                                                    |                                                                                     |         |
| 2014  | 2e tour (1/16) M. Bhupathi \|\| style="text-align:left;" \| A. Peya Bruno Soares         | 1er tour (1/32) V. Pospisil \|\| style="text-align:left;" \| Jamie Murray John Peers    | 1er tour (1/32) M. Fyrstenberg \|\| style="text-align:left;" \| Leander Paes R. Štěpánek | 1/2 finale Scott Lipsky \|\| style="text-align:left;" \| Bob Bryan Mike Bryan            |                                                                             |                                                                                    |                                                                                     |         |
| 2015  | 1er tour (1/32) Scott Lipsky \|\| style="text-align:left;" \| Raven Klaasen Leander Paes | 1er tour (1/32) H. Zeballos \|\| style="text-align:left;" \| P. Cuevas D. Marrero       | 2e tour (1/16) Raven Klaasen \|\| style="text-align:left;" \| Mate Pavić Michael Venus   | 1/8 de finale Raven Klaasen \|\| style="text-align:left;" \| M. Matkowski N. Zimonjić    |                                                                             |                                                                                    |                                                                                     |         |
| 2016  | 1/4 de finale Raven Klaasen \|\| style="text-align:left;" \| Jamie Murray Bruno Soares   | 2e tour (1/16) Raven Klaasen \|\| style="text-align:left;" \| Eric Butorac Scott Lipsky | 1/2 finale Raven Klaasen \|\| style="text-align:left;" \| J. Benneteau É. Roger-Vasselin | 2e tour (1/16) Raven Klaasen \|\| style="text-align:left;" \| C. Guccione André Sá       |                                                                             |                                                                                    |                                                                                     |         |
| 2017  | 2e tour (1/16) Raven Klaasen \|\| style="text-align:left;" \| M. Daniell M. Demoliner    | 2e tour (1/16) Raven Klaasen \|\| style="text-align:left;" \| R. Jebavý Jiří Veselý     | 1/8 de finale Raven Klaasen \|\| style="text-align:left;" \| H. Podlipnik A. Vasilevski  | 1er tour (1/32) Raven Klaasen \|\| style="text-align:left;" \| R. Dutra Silva P. Lorenzi |                                                                             |                                                                                    |                                                                                     |         |
| 2018  | 1/8 de finale Divij Sharan \|\| style="text-align:left;" \| Łukasz Kubot M. Melo         | 2e tour (1/16) Ivan Dodig \|\| style="text-align:left;" \| W. Koolhof Artem Sitak       | 1er tour (1/32) Ivan Dodig \|\| style="text-align:left;" \| Robin Haase Robert Lindstedt | 1er tour (1/32) R. Lindstedt \|\| style="text-align:left;" \| D. Inglot F. Škugor        |                                                                             |                                                                                    |                                                                                     |         |
| 2019  | 1/8 de finale Joe Salisbury \|\| style="text-align:left;" \| P.-H. Herbert N. Mahut      | 1/4 de finale Joe Salisbury \|\| style="text-align:left;" \| J. Chardy F. Martin        | 1/8 de finale Joe Salisbury \|\| style="text-align:left;" \| H. Kontinen John Peers      | 1/8 de finale Joe Salisbury \|\| style="text-align:left;" \| M. Granollers H. Zeballos   |                                                                             |                                                                                    |                                                                                     |         |
| 2020  | Victoire Joe Salisbury                                                                   | Max Purcell Luke Saville                                                                | 1/4 de finale Joe Salisbury \|\| style="text-align:left;" \| Mate Pavić Bruno Soares     | Annulé                                                                                   | Annulé                                                                      | 1/2 finale Joe Salisbury \|\| style="text-align:left;" \| W. Koolhof Nikola Mektić |                                                                                     |         |
| 2021  | Finale Joe Salisbury                                                                     | Ivan Dodig Filip Polášek                                                                | 2e tour (1/16) Joe Salisbury \|\| style="text-align:left;" \| Hugo Nys Tim Pütz          | 1/2 finale Joe Salisbury \|\| style="text-align:left;" \| Nikola Mektić Mate Pavić       | Victoire Joe Salisbury                                                      | Jamie Murray Bruno Soares                                                          |                                                                                     |         |
| 2022  | 1/2 finale Joe Salisbury \|\| style="text-align:left;" \| M. Ebden Max Purcell           | 1/4 de finale Joe Salisbury \|\| style="text-align:left;" \| Ivan Dodig Austin Krajicek | 1/2 finale Joe Salisbury \|\| style="text-align:left;" \| M. Ebden Max Purcell           | Victoire Joe Salisbury                                                                   | W. Koolhof Neal Skupski                                                     |                                                                                    |                                                                                     |         |
| 2023  | 1/8 de finale Joe Salisbury \|\| style="text-align:left;" \| Hugo Nys J. Zieliński       | 1/8 de finale Joe Salisbury \|\| style="text-align:left;" \| M. González A. Molteni     | 1er tour (1/32) Joe Salisbury \|\| style="text-align:left;" \| T. Griekspoor B. Stevens  | Victoire Joe Salisbury                                                                   | R. Bopanna M. Ebden                                                         |                                                                                    |                                                                                     |         |
| 2024  | 1/8 de finale Joe Salisbury \|\| style="text-align:left;" \| T. Macháč Zhang Z.          | 1/4 de finale Joe Salisbury \|\| style="text-align:left;" \| S. Bolelli A. Vavassori    | 2e tour (1/16) Joe Salisbury \|\| style="text-align:left;" \| A. Mies J.-P. Smith        | 1/8 de finale Joe Salisbury \|\| style="text-align:left;" \| N. Lammons J. Withrow       |                                                                             |                                                                                    |                                                                                     |         |

N.B. : le nom du partenaire se trouve sous le résultat ; les noms des ultimes adversaires se trouvent à droite.

### En double mixte
| Année | Open d'Australie              | Open d'Australie            | Internationaux de France                                                                   | Internationaux de France                                                       | Wimbledon                                                                                    | Wimbledon                                                                                | US Open                     | US Open                       |
| ----- | ----------------------------- | --------------------------- | ------------------------------------------------------------------------------------------ | ------------------------------------------------------------------------------ | -------------------------------------------------------------------------------------------- | ---------------------------------------------------------------------------------------- | --------------------------- | ----------------------------- |
| 2009  | —                             | —                           | —                                                                                          | —                                                                              | —                                                                                            | —                                                                                        | 1er tour (1/16) M. Oudin    | Hsieh Su-wei Kevin Ullyett    |
| 2010  | —                             | —                           | —                                                                                          | —                                                                              | —                                                                                            | —                                                                                        | 2e tour (1/8) A. Rezaï      | B. Mattek-Sands Daniel Nestor |
| 2011  | —                             | —                           | —                                                                                          | —                                                                              | 3e tour (1/8) A. Dulgheru                                                                    | B. Záhlavová P. Petzschner                                                               | 2e tour (1/8) R. Kops-Jones | L. Hradecká F. Čermák         |
| 2012  | —                             | —                           | —                                                                                          | —                                                                              | —                                                                                            | —                                                                                        | 2e tour (1/8) S. Stephens   | Liezel Huber Max Mirnyi       |
| 2013  | 1er tour (1/16) N. Grandin    | D. Hantuchová Fabio Fognini | —                                                                                          | —                                                                              | 2e tour (1/16) F. Schiavone                                                                  | Liezel Huber M. Melo                                                                     | —                           | —                             |
| 2014  | —                             | —                           | —                                                                                          | —                                                                              | —                                                                                            | —                                                                                        | 2e tour (1/8) M. Oudin      | Chan Yung-jan Ross Hutchins   |
| 2015  | -                             | -                           | 2e tour (1/8) A. Klepač                                                                    | Zheng Jie H. Kontinen                                                          | 1er tour (1/32) Ar. Rodionova                                                                | J. Husárová A. Begemann                                                                  | —                           | —                             |
| 2016  | —                             | —                           | —                                                                                          | —                                                                              | —                                                                                            | —                                                                                        | Finale C. Vandeweghe        | L. Siegemund Mate Pavić       |
| 2017  | 1er tour (1/16) B. Krejčíková | C. Dellacqua Matt Reid      | 1/2 finale C. Dellacqua \|\| style="text-align:left;" \| A.-L. Grönefeld Robert Farah      | 2e tour (1/16) C. Dellacqua                                                    | Nicole Melichar A. Begemann                                                                  | 1er tour (1/16) C. Dellacqua                                                             | Olga Savchuk Artem Sitak    |                               |
| 2018  | 1er tour (1/16) A. Klepač     | Latisha Chan Jamie Murray   | 1er tour (1/16) C. Vandeweghe \|\| style="text-align:left;" \| A-L. Grönefeld Robert Farah | 2e tour (1/16) A. Klepač \|\| style="text-align:left;" \| K. Flipkens R. Haase | 2e tour (1/8) Květa Peschke \|\| style="text-align:left;" \| A. Hlaváčková É. Roger-Vasselin |                                                                                          |                             |                               |
| 2019  | Victoire B. Krejčíková        | Astra Sharma J.-P. Smith    | —                                                                                          | —                                                                              | 1er tour (1/32) Alison Riske \|\| style="text-align:left;" \| A. Muhammad L. Bambridge       | 1/2 finale Samantha Stosur \|\| style="text-align:left;" \| B. Mattek-Sands Jamie Murray |                             |                               |
|       |                               |                             |                                                                                            |                                                                                |                                                                                              |                                                                                          |                             |                               |
| 2021  | Victoire B. Krejčíková        | S. Stosur M. Ebden          | 1/4 de finale N. Melichar \|\| style="text-align:left;" \| E. Vesnina A. Karatsev          | 1/8 de finale B. Mattek-Sands \|\| Forfait                                     | 1er tour (1/16) S. Mirza \|\| style="text-align:left;" \| D. Yastremska M. Purcell           |                                                                                          |                             |                               |
|       |                               |                             |                                                                                            |                                                                                |                                                                                              |                                                                                          |                             |                               |
| 2025  | —                             | —                           | 1er tour (1/16) K. Siniaková \|\| style="text-align:left;" \| C. Bucșa R. Matos            |                                                                                |                                                                                              |                                                                                          |                             |                               |

N.B. : le nom du partenaire se trouve sous le résultat ; les noms des ultimes adversaires se trouvent à droite.

## Participation auMasters

### En double
| Année | Ville   | Surface    | Partenaire    | Résultats | Résultat final                  |
| ----- | ------- | ---------- | ------------- | --------- | ------------------------------- |
| 2016  | Londres | Dur (int.) | Raven Klaasen | 3v, 2d    | Finaliste                       |
| 2017  | Londres | Dur (int.) | Raven Klaasen | 0v, 1d    | Éliminé en poules (Remplaçants) |
| 2019  | Londres | Dur (int.) | Joe Salisbury | 1v, 2d    | Éliminé en poules               |
| 2020  | Londres | Dur (int.) | Joe Salisbury | 2v, 2d    | Demi-finaliste                  |
| 2021  | Turin   | Dur (int.) | Joe Salisbury | 4v, 1d    | Finaliste                       |
| 2022  | Turin   | Dur (int.) | Joe Salisbury | 5v, 0d    | Victoire                        |
| 2023  | Turin   | Dur (int.) | Joe Salisbury | 5v, 0d    | Victoire                        |

## Parcours dans lesMasters 1000

### En simple
| Année | Indian Wells         | Miami                 | Monte-Carlo | Rome | Hambourg puis Madrid | Canada                     | Cincinnati         | Madrid puis Shanghai | Paris |
| ----- | -------------------- | --------------------- | ----------- | ---- | -------------------- | -------------------------- | ------------------ | -------------------- | ----- |
| 2006  | —                    | —                     | —           | —    | —                    | 1er tour F. Verdasco       | —                  | —                    | —     |
|       |                      |                       |             |      |                      |                            |                    |                      |       |
| 2008  | —                    | —                     | —           | —    | —                    | —                          | 1er tour G. Simon  | —                    | —     |
|       |                      |                       |             |      |                      |                            |                    |                      |       |
| 2010  | 1er tour D. Köllerer | 1er tour T. de Bakker | —           | —    | —                    | —                          | —                  | —                    | —     |
|       |                      |                       |             |      |                      |                            |                    |                      |       |
| 2012  | —                    | 1er tour G. García    | —           | —    | —                    | —                          | —                  | —                    | —     |
| 2013  | —                    | 1er tour X. Malisse   | —           | —    | —                    | —                          | —                  | —                    | —     |
| 2014  | 1er tour H. Zeballos | —                     | —           | —    | —                    | —                          | 1er tour J. Chardy | —                    | —     |
| 2015  | —                    | —                     | —           | —    | —                    | —                          | 1er tour J. Chardy | —                    | —     |
| 2016  | 2e tour B. Tomic     | 2e tour Forfait       | —           | —    | —                    | 1/8 de finale K. Nishikori | —                  | —                    | —     |

N.B. : sous le résultat se trouve le nom de l’ultime adversaire.

## Classements ATP en fin de saison
| Année          | 2000 | 2001 | 2002 | 2003 | 2004 | 2005 | 2006 | 2007 | 2008 | 2009 | 2010 | 2011 | 2012 | 2013 | 2014 | 2015 | 2016 | 2017 | 2018 | 2019 | 2020 | 2021 | 2022 | 2023 |
| Rang en simple | –    | 1379 | 838  | 385  | 290  | 199  | 202  | 234  | 195  | 79   | 185  | 149  | 134  | 127  | 140  | 89   | 130  | 348  | –    | –    | –    | –    | –    | –    |
| Rang en double | 1474 | 1101 | 687  | 510  | 129  | 113  | 138  | 63   | 69   | 39   | 67   | 45   | 44   | 78   | 53   | 36   | 14   | 22   | 21   | 24   | 14   | 4    | 3    | 6    |

Source : (en) Classements de Rajeev Ram sur le site officiel de la Fédération internationale de tennis